# Novi Vinodolski
Novi Vinodolski (italienska: Novi, Novi del Vinodol eller Novi in Valdivino) är en stad i Primorje-Gorski kotars län i Kroatien. Staden har 5 282 invånare och ligger i det geografiska området Vinodol i regionen Primorje.

## Historia
Staden har flera historiska namn och har bland annat tidigare kallats för Novi, Novi pri Moru, Novigrad etc. I skriven form nämns staden Novi för första gången i Vinodolkodexen daterad den 6 januari 1288. 

## Arkitektur
I staden finns en borg, Novigrad, som uppfördes under 1200-talet av den kroatiska adelsfamiljen Frankopan. Borgen är ett museum med bland annat föremål från romartiden samt en stor samling av traditionella folkdräkter från området. Sankt Filippos och Jakobs kyrka (Crkva svetog Filipa i Jakova) uppfördes under medeltiden och har en Mariabild i gotisk stil från 1400-talet. 1499 begravdes stadens biskop Kristofor i kyrkan och under 1600-talet utsmyckades kyrkan i barockstil. 

## Kända personligheter från Novi Vinodolski
- Antun Mažuranić